# Prionodon contortus
Prionodon contortus är en bladmossart som beskrevs av Theodor Carl Karl Julius Herzog 1916. Prionodon contortus ingår i släktet Prionodon och familjen Prionodontaceae. Inga underarter finns listade i Catalogue of Life.